# Cyklón Idai
Cyklón Idai byla nejsilnější tropická cyklóna, která zasáhla Mosambik od cyklónu Jokwe v roce 2008 a na počet obětí nejničivější tropická cyklóna roku 2019. Idai se zformoval jako tropická deprese u pobřeží Mosambiku 4. března 2019. Ještě stejný den vstoupil nad pobřeží a během celé cesty přes pevninu si udržoval status tropické bouře. Dne 9. března 2019 se systém znovu přesunul nad Mosambický průliv a započal fázi rapidní intenzifikace. 11. března 2019 dosáhl prozatímní maximální intenzity s přetrvávajícími větry o síle 175 km/h. Následně díky strukturálním změnám v jádře zeslábl z tropické cyklóny na tropickou bouři. V tomto stavu zůstal zhruba den, pak opět nastala intenzifikace. Maximální intenzity dosáhl Idai během 14. března 2019 s přetrvávajícími větry o síle 195 km/h a minimálním tlakem o hodnotě 940 hPa. Poté začal slábnout s tím, jak se opět blížil pobřeží Mosambiku. Nad pevninu znovu vstoupil 15. března nedaleko města Beira v centrálním Mosambiku, stále jako tropická cyklóna.
Doprovodné větry a silné deště způsobily rozsáhlé škody a záplavy na Madagaskaru, v Zimbabwe, Malawi a Mosambiku, které si vyžádaly nejméně 1074 mrtvých – 598 v Mosambiku, 415 v Zimbabwe, 60 v Malawi a 1 na Madagaskaru – a zasáhl dalších zhruba 3 milióny lidí. Obzvlášť těžce poškozeno bylo čtvrté největší mosambické město Beira s okolím. Mosambický prezident Filipe Nyusi vyjádřil obavy, že si živel v jeho zemi vyžádal více než 1000 životů.